# Claude Morgan
Pour les articles homonymes, voir Claude Morgan (homonymie).
Claude Morgan, nom de plume de Claude Lecomte, né le 29 janvier 1898 à Paris 17e et mort le 12 novembre 1980 à Orléans, est un écrivain, romancier et journaliste français. Claude Morgan est le fils de l'académicien Georges Lecomte.

## Biographie
Ingénieur diplômé de l'École supérieure d'électricité (Promo 1920), Claude Morgan publie son premier roman en 1930, Une bête de race.
Dans les années 1930, avec la guerre d'Espagne, il devient militant du Parti communiste français (PCF) après avoir été camelot du roi. Après l'invasion allemande, Morgan fait partie du Comité national des écrivains, créé en 1941. Il y seconde Jacques Decour qui prépare la sortie du journal clandestin Les Lettres françaises. En 1942, le Parti communiste désigne Morgan pour prendre la relève de Decour, assassiné par les Allemands. Le premier numéro des Lettres françaises parait en septembre 1942 ; vingt numéros paraissent dans la clandestinité, jusqu'au mois d'août 1944.
En 1944, le livre de Claude Morgan La Marque de l'homme, publié sous le nom de Mortagne, son pseudonyme dans la clandestinité, est la première édition publique des Éditions de Minuit.
En 1949, Claude Morgan, en tant que directeur de la revue, est au cœur du procès Kravtchenko intenté contre Les Lettres françaises, pour diffamation, par le dissident soviétique Victor Kravtchenko qui obtient gain de cause.
Claude Morgan demeure directeur des Lettres françaises jusqu'en 1953, lorsque Louis Aragon prend sa relève. Il est aussi, jusqu'en 1958, rédacteur en chef de la revue Horizons, revue du Mouvement de la paix.
Claude Morgan fut également un écrivain scientifique sous le nom de plume de Claude Arnaud, publiant notamment des ouvrages sur l'électricité ou sur la chirurgie.

## Un homme de qualité
Un homme de qualité est le titre d'un article de Claude Morgan sur l'écrivain Roger Vailland paru dans Entretiens, Roger Vailland en 1970 aux éditions Subervie.
Après le rêve impossible du 'bolchevik', symbole de l'homme nouveau tel qu'il l'avait idéalisé, Roger Vailland définit un autre idéal à travers celui qu'il appelle 'l'homme de qualité'. Car malgré tous ses déboires, l'écriture est là, ultime recours, et il note dans son Journal : « Je crois que je serais maintenant capable d'écrire un livre sur moi-même, ce qui à mon âge et après mes livres précédents, est bien le comble du détachement de soi ».
Cette même année 1956, il écrit Éloge du Cardinal de Bernis où en fait c'est lui qui se distingue sous les traits du cardinal. Cet homme de qualité dont il prend le cardinal de Bernis comme référence, sait d'instinct la 'distance' qu'il met entre lui-même et le monde ; ce n'est plus l'engagement qu'il prône mais la distanciation, la liberté d'esprit, la légèreté même, pour atteindre à la vertu suprême, la souveraineté. « Bernis écrit Claude Morgan apparaît comme l'anti-Staline », et Vailland s'identifie si bien à cette figure politique du siècle des lumières qu'il a su comme lui, « faire face à l'adversité, en prenant ses distances, en se reconstruisant lui-même ».

## Livres
- 1930 : Une bête de race, Flammarion, roman
- 1931 : L'Ivresse du risque, Flammarion, roman
- 1933 : Violence, Flammarion, roman
- 1937 : Liberté, Flammarion, roman
- 1944 : La Marque de l'homme, publié sous le nom de Mortagne ; réédité en 1946 sous le nom de Claude Morgan, Éditions de Minuit
- 1946 : On tue à la neuvième page, Aubanel, roman policier
- 1946 : Le Poids du monde, Ferenczi, roman
- 1947 : Chroniques des Lettres françaises (deux volumes), Raisons d'être
- 1948 : Mauvaise graine, Ferenczi, roman
- 1950 : Le Voyageur sans boussole, Ferenczi, roman
- 1952 : Me faire ça à moi, Ferenczi, roman
- 1954 : Yves Farge, préface de Frédéric Joliot-Curie, Éditeurs Français Réunis, biographie d'Yves Farge
- 1957 : L'Amour parfait, Ferenczi, roman
- 1970 : « Un homme de qualité », texte in Entretiens, Roger Vailland, éditions Subervie
- 1975 : Éloge de l'esprit de révolte, avec une eau-forte de Roger Toulouse, édition de Jean-Jacques Sergent [5]
- 1979 : Les Don Quichotte et les autres, Roblot, autobiographie

## Articles scientifiques
- « La chirurgie du cœur », Diagrammes, no 7,‎ septembre 1957
- « La chirurgie du cerveau », Diagrammes, no 12,‎ février 1958
- « Le fond des océans, terre inconnue », Diagrammes, no 19,‎ septembre 1958
- « La conquête des grandes vitesses », Diagrammes, no 29,‎ juillet 1959
- « L'alimentation humaine », Diagrammes, no 38,‎ avril 1960
- « L'hérédité », Diagrammes, no 59,‎ janvier 1962
- « L'océanographie, science naissante », Diagrammes, no 89,‎ juillet 1964
- « La faim dans le monde », Diagrammes, no 99,‎ mai 1965

### Sources et bibliographie
- Verena Andermatt Conley, Littérature, politique, et communisme, lire Les lettres françaises, 1942-1972, Peter Lang Édition, 2005. Aperçu sur Google livres
- Herbert R. Lottman, La Rive gauche, du Front populaire à la Guerre froide, Seuil, 1984; Aperçu en anglais sur Google livres